# Hiroshi Abe (astronome)
Pour les articles homonymes, voir Hiroshi Abe et Abe.
Hiroshi Abe (安部裕史, Abe Hiroshi) est un astronome amateur japonais né en 1958.
D'après le Centre des planètes mineures, il a découvert ou codécouvert vingt-huit astéroïdes numérotés entre 1995 et 1999.
L'astéroïde (5379) Abehiroshi, découvert par Satoru Ōtomo et Osamu Muramatsu, a été nommé en son honneur.

## Astéroïdes découverts
| (7097) Yatsuka[1]                                  | 8 octobre 1993     |
| (7837) Mutsumi[1]                                  | 11 octobre 1993    |
| (8099) Okudoiyoshimi [1]                           | 8 octobre 1993     |
| (8113) Matsue[2]                                   | 21 avril 1996      |
| (8114) Lafcadio                                    | 24 avril 1996      |
| (8120) Kobe                                        | 2 novembre 1997    |
| (8725) Keiko                                       | 5 octobre 1996     |
| (9985) Akiko[2]                                    | 12 mai 1996        |
| (11322) Aquamarine                                 | 23 août 1995       |
| (11682) Shiwaku                                    | 3 mars 1998        |
| (13176) Kobedaitenken [2]                          | 21 avril 1996      |
| (13643) Takushi                                    | 21 avril 1996      |
| (14535) Kazuyukihanda                              | 1er septembre 1997 |
| (16760) Masanori                                   | 11 octobre 1996    |
| (21262) Kanba [2]                                  | 24 avril 1996      |
| (28340) Yukihiro                                   | 13 mars 1999       |
| (29431) Shijimi                                    | 12 avril 1997      |
| (35286) Takaoakihiro                               | 14 octobre 1996    |
| (43996) 1997 QH                                    | 22 août 1997       |
| (48778) Shokoyukako                                | 1er septembre 1997 |
| (48779) Mariko                                     | 1er septembre 1997 |
| (49699) Hidetakasato                               | 3 novembre 1999    |
| (58622) Setoguchi [1]                              | 2 novembre 1997    |
| (65783) 1995 UK                                    | 17 octobre 1995    |
| (90925) 1997 RK5                                   | 8 septembre 1997   |
| (120735) Ogawakiyoshi                              | 7 octobre 1997     |
| (134402) Ieshimatoshiaki                           | 1er septembre 1997 |
| (136824) Nonamikeiko                               | 8 septembre 1997   |
| 1. avec Seidai Miyasaka 2. avec Robert H. McNaught |                    |